# Diritti LGBT in Finlandia

La posizione della Finlandia all'interno dell'Unione Europea.

I diritti delle persone lesbiche, gay, bisessuali e transgender (LGBT) in Finlandia sono aumentati negli ultimi anni, fino a far diventare la Finlandia uno dei paesi più avanzati da questo punto di vista. 
La sessualità gay e la sessualità lesbica è stata legalizzata a partire dal 1971, è stata decriminalizzata la "promozione dell'omosessualità" nel 1999, già declassificata dalla lista delle malattie nel 1981. L'età del consenso è stata parificata nel 1999.
La discriminazione basata sull'orientamento sessuale nel settore lavorativo, nella fornitura di beni e servizi e simili è stata vietata nel 1995, mentre quella sull'identità di genere nel 2005.
Il matrimonio tra persone dello stesso sesso e l'adozione da parte di coppie dello stesso sesso sono state approvate dal parlamento finlandese nel 2014 e sono entrate in vigore a partire dal 1º marzo del 2017.
La Finlandia aveva già legalizzato l'unione civile registrata per le coppie omosessuali il 1 marzo 2002, il che ha dato alle coppie dello stesso sesso tutti i diritti tranne l'adozione e il cognome. 
L'inseminazione artificiale è possibile dal 2006 e la fecondazione in vitro è stata consentita per le coppie lesbiche nel 2007, mentre l'adozione del figlio del partner è diventata possibile per tutte le coppie omosessuali nel 2009. La maternità surrogata è vietata a prescindere dall'orientamento sessuale.
Le persone transgender possono ottenere l'aggiornamento dei documenti d'identità senza diagnosi tramite un processo di auto determinazione di genere.
Nel dicembre del 2013 l'"Agenzia del farmaco finlandese" ha modificato le proprie regolamentazioni sulla donazione del sangue, abrogando il divieto permanente per gli uomini che hanno rapporti sessuali con altri uomini e stabilendo al suo posto il differimento di un anno.
La Finlandia è spesso considerata uno dei paesi più LGBT-friendly al mondo e l'accettazione pubblica di persone LGBT e relazioni omosessuali è molto alta. 
Un sondaggio di Eurobarometer del 2019 ha mostrato come l'80% dei finlandesi ritenga che le persone gay, bisessuali e lesbiche debbano godere degli stessi diritti delle persone eterosessuali, e il 76% è a favore del matrimonio omosessuale.

## Storia

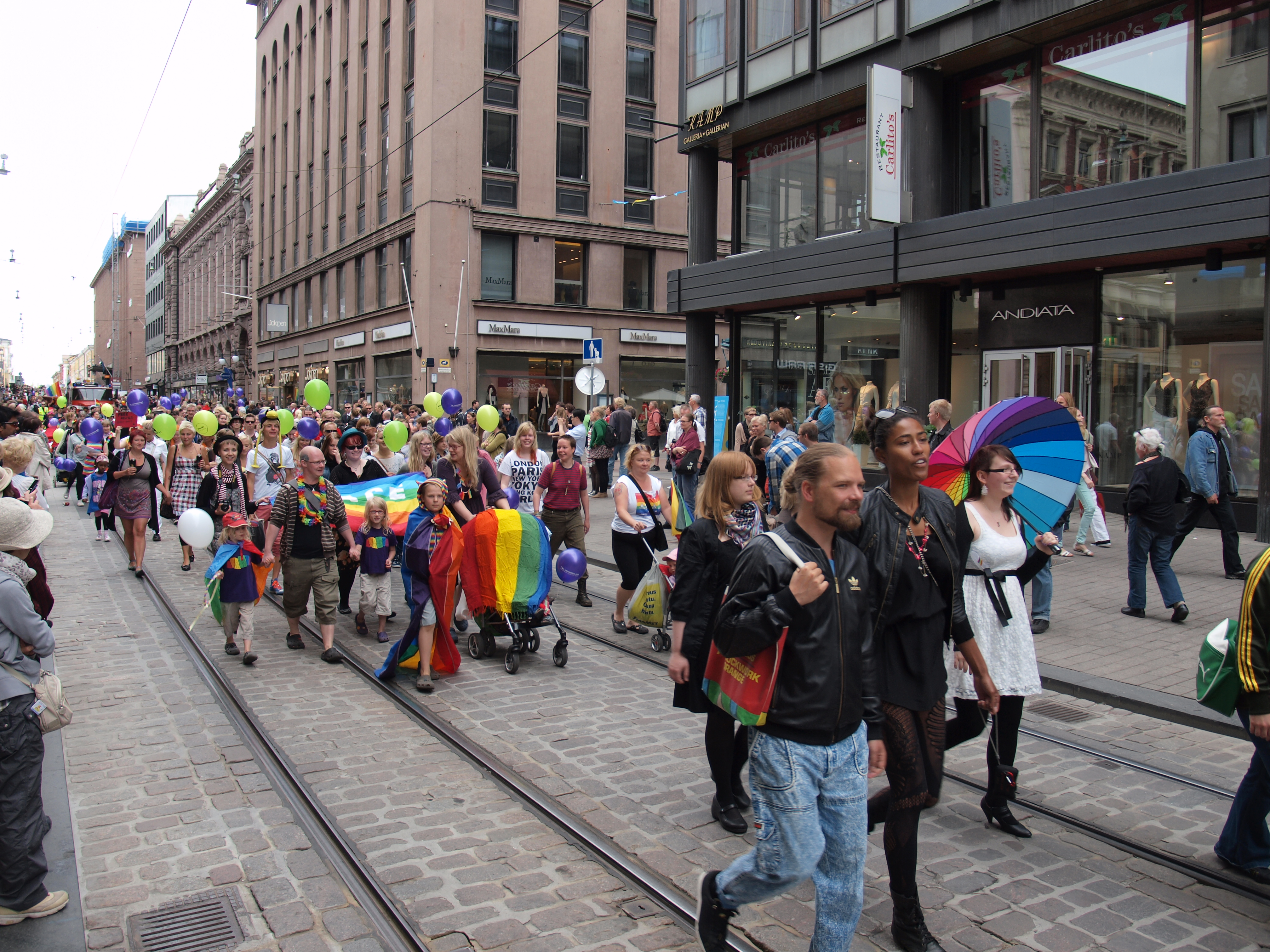
Helsinki Pride del 2012

Decriminalizzata nel 1971, l'omosessualità viene declassificata dall'elenco delle malattie nel 1981. L'età del consenso è stata parificata a 16 anni nel 1999. 
Ogni forma di discriminazione fondata sull'orientamento sessuale viene bandita nel 1995, mentre quella sull'espressione e l'identità di genere nel 2005. Il travestitismo è stato declassificato come malattia nel 2011.

Il sostegno pubblico ad una legislazione matrimoniale che consenta a tutti (eterosessuali e omosessuali) di avere gli stessi diritti è cresciuta gradualmente nel corso degli anni 2000. 

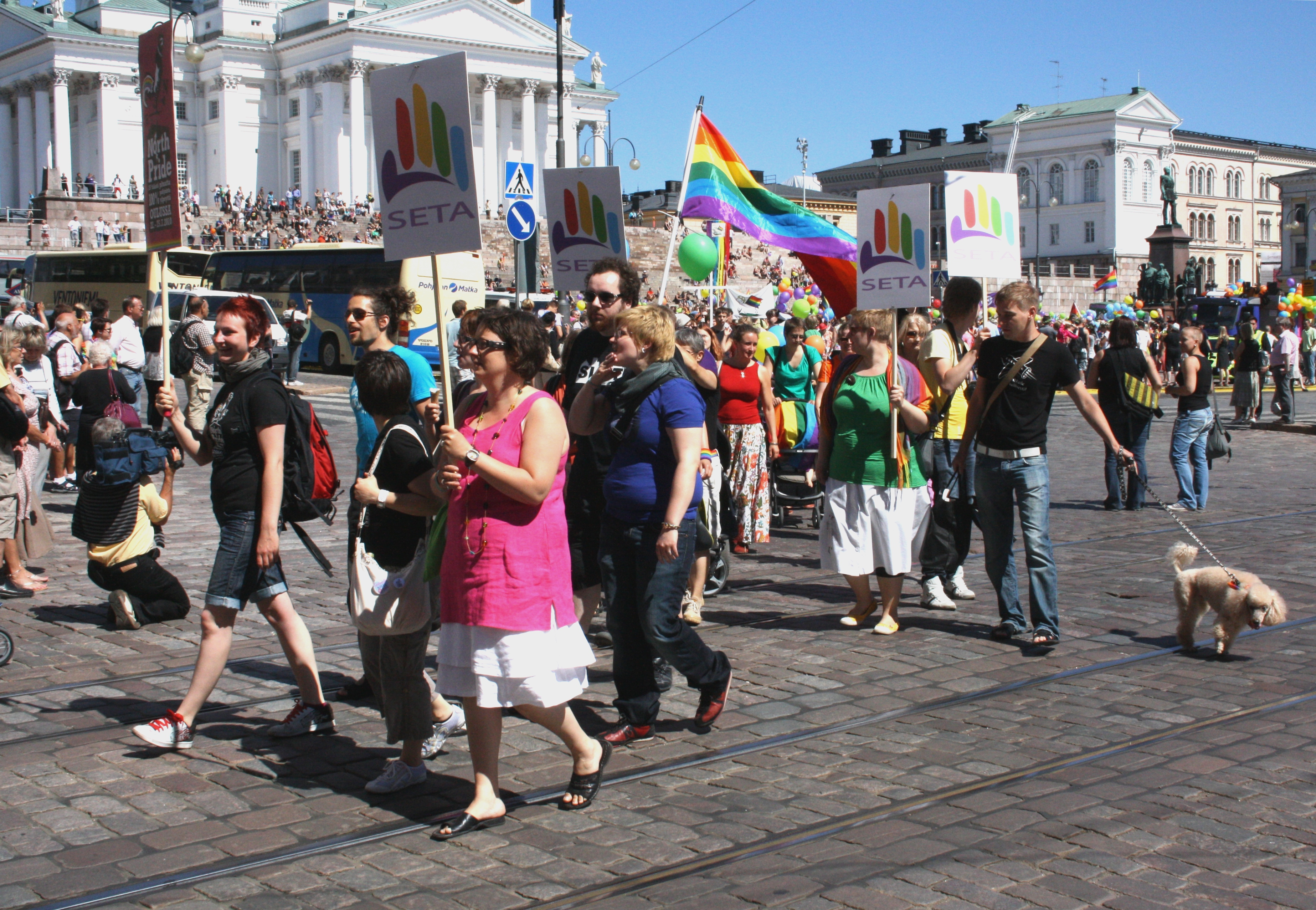
Pride 2010

Sulla base del sostegno di cinque delle otto parti componenti il parlamento eletto dopo le Elezioni parlamentari in Finlandia del 2007 si è ritenuto possibile che il matrimonio omosessuale potesse essere legalizzato dopo le Elezioni parlamentari in Finlandia del 2011. 
Si è ipotizzato così che la questione sarebbe stata uno dei temi cruciali; tuttavia, nell'ambito di un sondaggio dell'agosto del 2010, solo il 20% degli intervistati ha dichiarato che la questione avrebbe dovuto essere utra gli argomenti principali.
Secondo la "Voting advice application" di Helsingin Sanomat 90 deputati su 200 nel 2011 hanno sostenuto l'ammissibilità delle coppie dello stesso sesso per l'adozione internazionale, mentre 93 deputati si sono opposti. 
Come risultato dell'inclusione dei Democratici Cristiani Finlandesi nel Governo Katainen la presidentessa dei cristiano-democratici Päivi Räsänen è diventata ministro dell'Interno; la legge sul matrimonio omosessuale non è stata così inclusa nella piattaforma governativa.
Tuttavia, secondo l'Alleanza di Sinistra, è stato concordato durante i negoziati sulla formazione del governo che, se proposto da un deputato individualmente, tale disegno di legge sarebbe stato approvato da tutte le altre parti della coalizione di governo (composta dal Partito di Coalizione Nazionale, dal Partito Socialdemocratico Finlandese, dall'Alleanza d Sinistra, dalla Lega Verde e dal Partito Popolare Svedese di Finlandia). 
Nel marzo del 2012 una proposta di legge per rendere la lingua del "Marriage Act" neutrale riguardo al genere - consentendo in tal modo il matrimonio gay - è stata presentata, firmato da 76 dei 199 deputati.

Nel febbraio del 2013 il disegno di legge è stato votato dalla commissione giuridica parlamentare; tuttavia è stato nuovamente presentato all'assemblea parlamentare nel dicembre del 2013 come legge di iniziativa popolare, con oltre 160.000 firme raccolte da metà marzo a metà settembre di quell'anno e approvato dal parlamento alla fine del 2014.

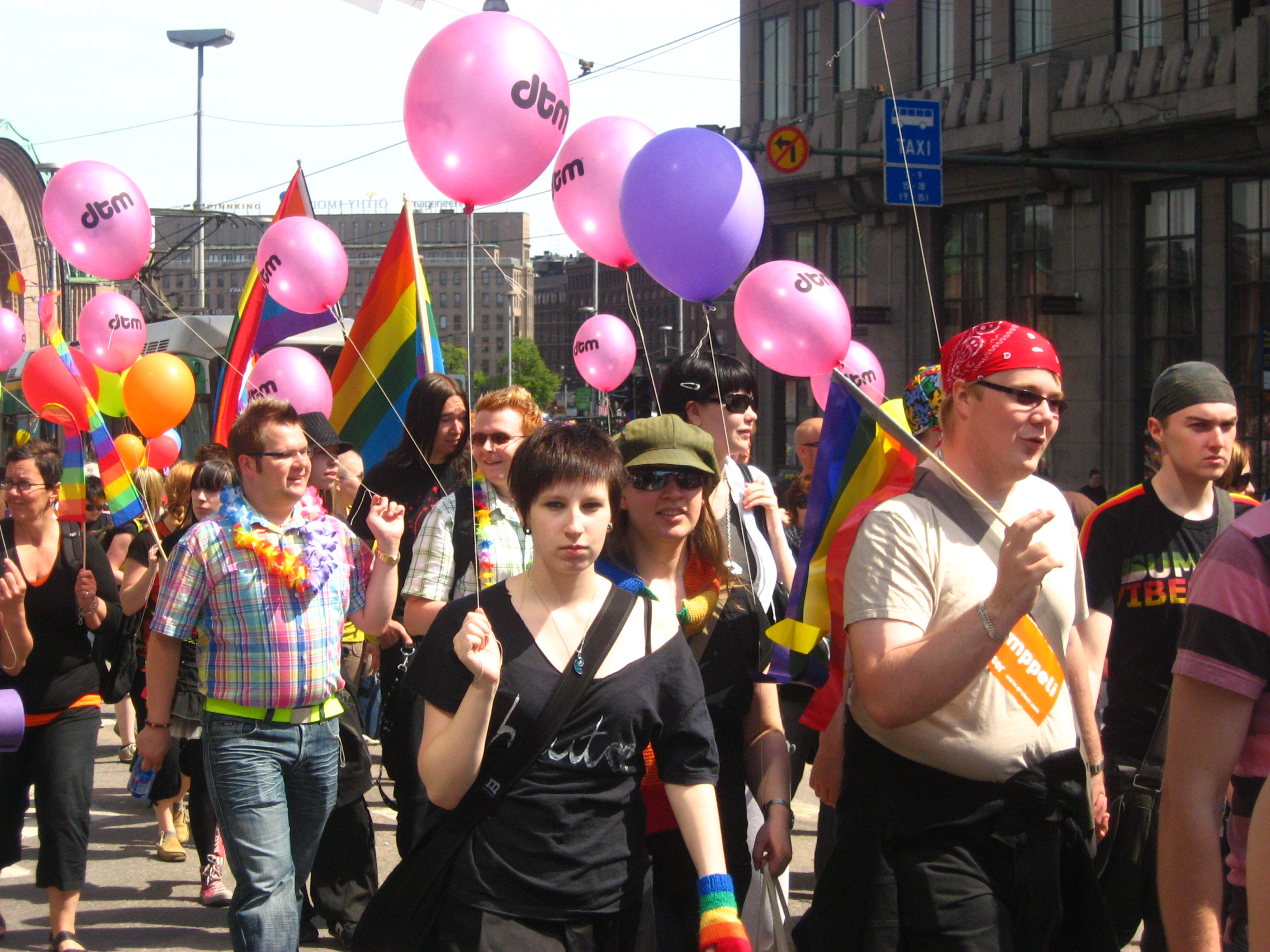
Gay pride di Helsinki nel 2007.

Oltre agli aspetti più prettamente coniugali anche altri diritti LGBT sono stati oggetto di discussione. Una trasmissione incentrata sui diritti umani dei gay su Yleisradio il 12 ottobre del 2010 è stata seguita da un numero elevato - senza precedenti - di persone che hanno lasciato la Chiesa evangelica luterana finlandese attraverso un sito web.
Una persona ha il diritto di cambiare legalmente il suo genere sessuale giuridico solo se si sottopone a sterilizzazione, il che è stato criticato dall'organizzazione LGBT "SETA" come una violazione dei diritti riproduttivi; nel 2012 un possibile cambiamento della legge è stato esaminato dal ministero finlandese per gli affari sociali e la salute.

## Riconoscimento delle unioni omoaffettive

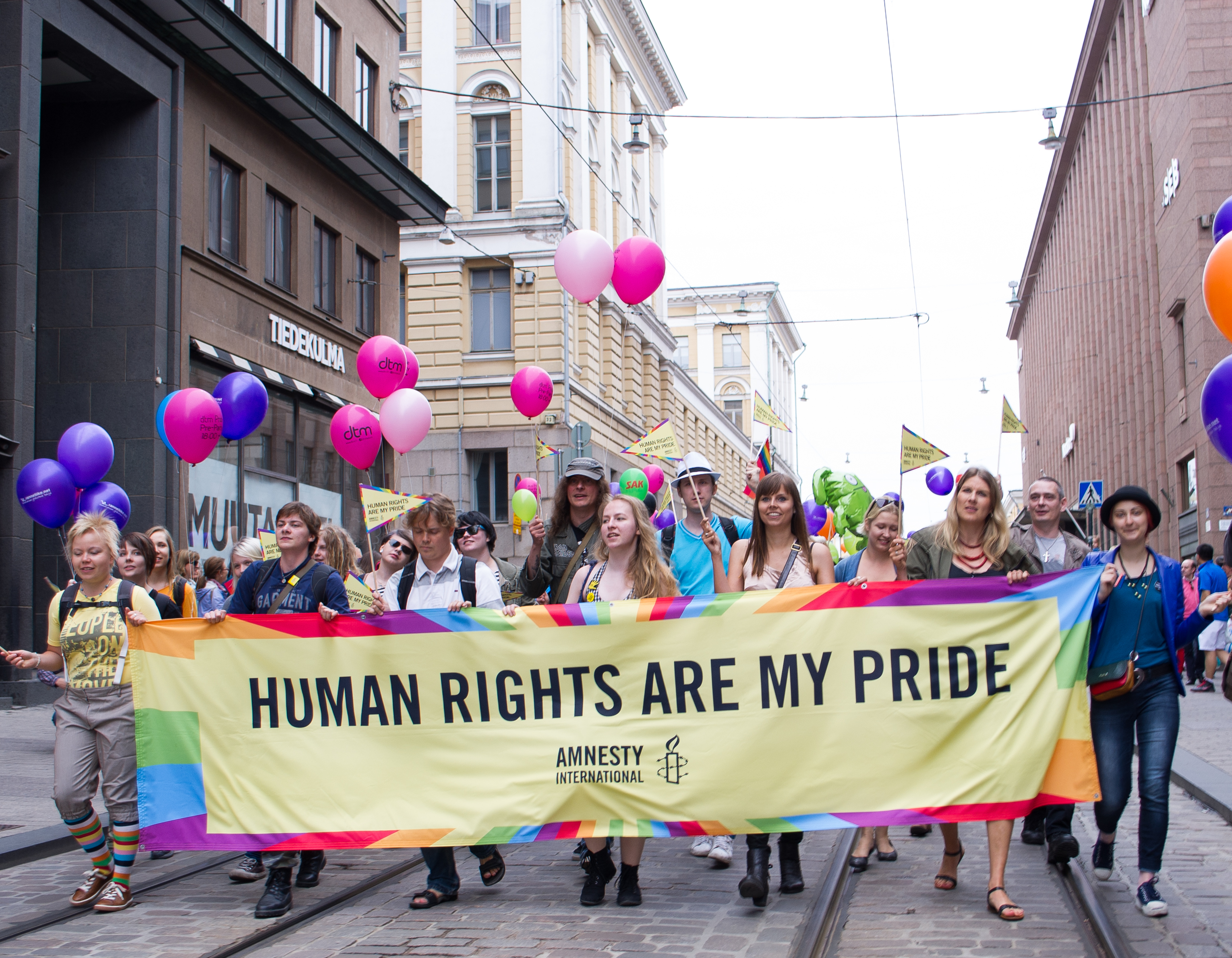
Striscione di Amnesty International al Pride 2013.

Secondo le risposte positive ottenute nel 2011 da Helsingin Sanomat, 90 deputati su 200 nell'aprile 2011 hanno sostenuto l'inclusione dell'adozione internazionale nei diritti delle coppie dello stesso sesso, mentre 93 deputati si sono opposti. 
A seguito dei negoziati post-elettorali sulla formazione del governo, che si sono conclusi con la partecipazione dei Democratici Cristiani nella nuova coalizione arcobaleno, una legge che legalizza il matrimonio tra persone dello stesso sesso non venne inclusa nella piattaforma governativa.
Tuttavia, secondo una relazione del gruppo di lavoro dell'Alleanza di Sinistra per la Giustizia, la Sicurezza e l'Immigrazione, è stato concordato durante i colloqui di formazione del governo che se tale proposta fosse stata avanzata da un deputato individuale sarebbe stata approvata da tutti e sei i partiti governativi con l'eccezione dei Democratici Cristiani.
Un gruppo di lavoro per favorire il disegno di legge, guidato da Lasse Männistö, è stato presto proposto ed ha iniziato il suo cammino parlamentare nel settembre del 2011. 

Un ulteriore progetto è stato successivamente presentato al Parlamento finlandese l'8 febbraio del 2012 tramite una raccolta di firme; 76 dei 199 deputati votanti hanno indicato di aver sostenuto il disegno di legge.

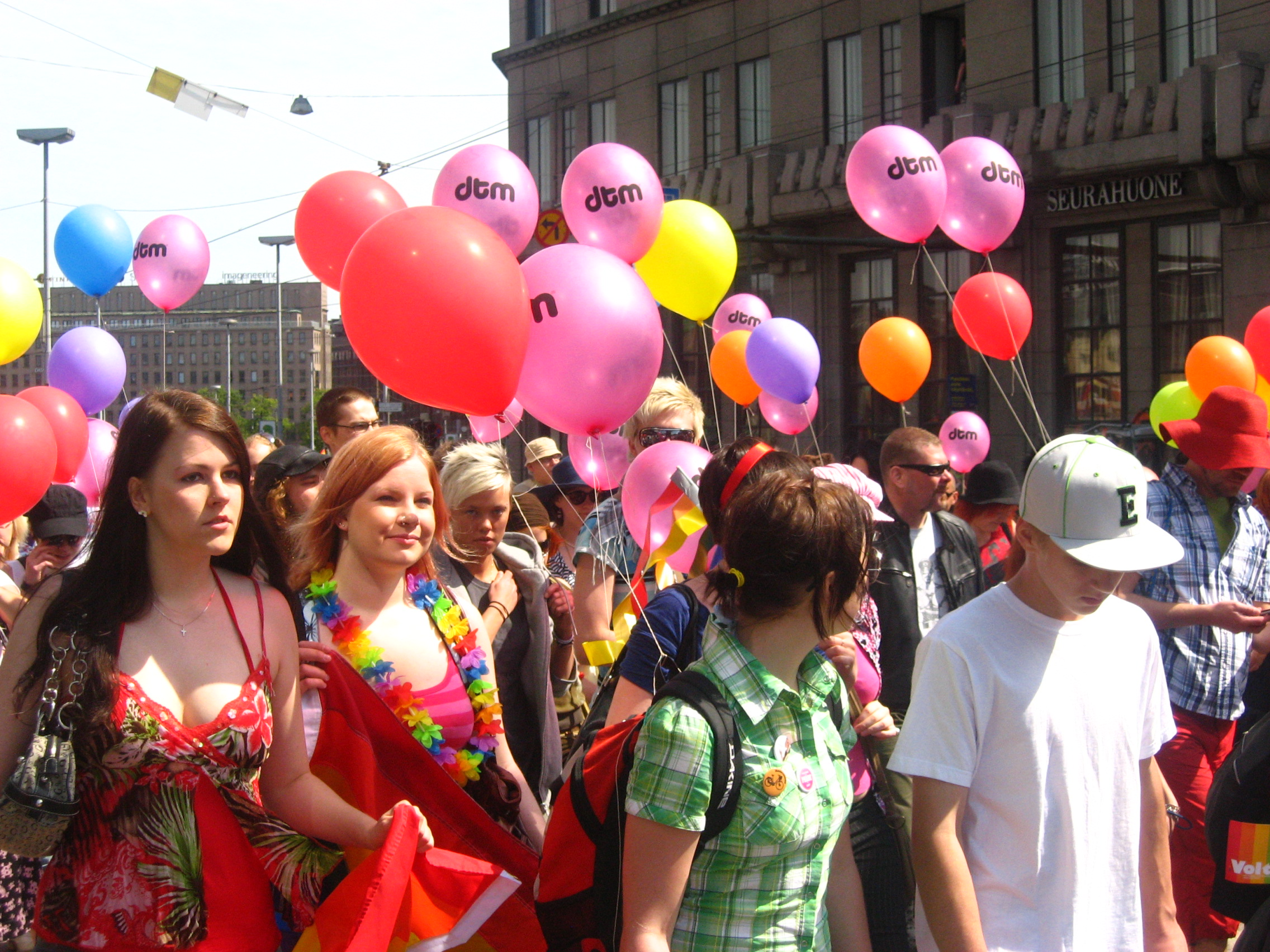
Pride 2008.

Esso ha ricevuto il pieno sostegno dei deputati dell'"Alleanza di Sinistra" e dei Verdi, mentre ha ottenuto una maggioranza di sostenitori tra i Socialdemocratici e il Partito Popolare svedese. 
Nel frattempo il progetto di matrimonio ha beneficiato dell'approvazione di una minoranza all'interno della "Coalizione Nazionale" e del Centro, mentre nessun deputato dei Veri Finlandesi e dei Democratici Cristiani ha espresso il proprio appoggio.
Secondo l'emittente Yleisradio la proposta ha avuto una minore probabilità di successo perché è stata presentata come "proposta di legge popolare" e quindi ha dovuto avere almeno 100 firmatari per poter beneficiare del procedimento di accoglimento in un comitato parlamentare.
Il 27 febbraio del 2013 il disegno di legge è stato respinto dalla commissione giuridica con un voto di 9-8; prima del rigetto i fautori hanno accusato la presidente della commissione Anne Holmlund (che si oppone personalmente) di far ritardare l'accoglimento. Holmlund però ha negato, indicando una serie di proposte governative che avevano la precedenza nelle regole procedurali.
Arja Juvonen, deputato dei "Veri finlandesi", che si era aspettato di essere più pro-Gay del suo predecessore nella commissione (Johanna Jurva), ha anche accusato i Verdi, i socialdemocratici e l'Alleanza di sinistra di fare gruppo di pressione per far firmare la proposta contro la decisione del proprio gruppo.

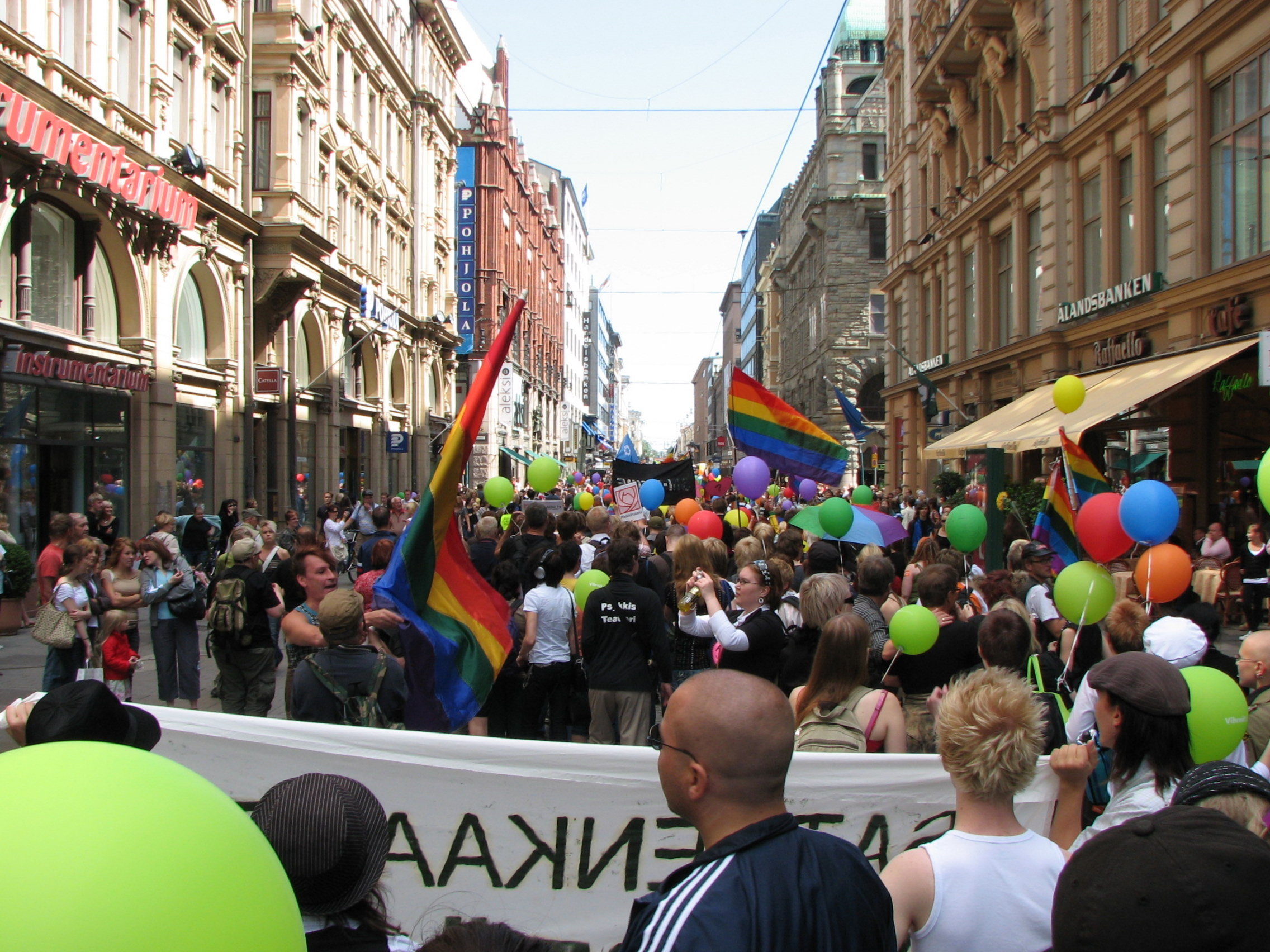
Helsinki Pride 2007

Tuttavia un emendamento alla Costituzione della Finlandia datato 1º marzo del 2012 consente alle iniziative dei cittadini con almeno 50.000 firme di essere prese
in considerazione da parte del parlamento. 
Una campagna civile intitolata "Tahdon2013" ("Io 2013") ha rapidamente raccolto le firme necessarie entro il 19 marzo del 2013, con oltre 100.000 firme online solo il primo giorno. In totale l'iniziativa è stata sostenuta da oltre 166.000 persone entro il termine ultimo previsto, il 19 settembre, ed è stato presentato al parlamento nel dicembre del 2013.
Il disegno di legge è stato presentato per il dibattito introduttivo (lähetekeskustelu) in sessione plenaria il 20 febbraio del 2014, dopo la quale il progetto di legge è stato sottoposto alla commissione giuridica. 
Il 25 giugno la proposta è stata respinta dalla commissione giuridica con un voto di 10-6. Due membri non erano presenti, anche se entrambi si sono scusati per l'assenza ed hanno affermato che avrebbe fallito per 9-8 anche se tutti avessero partecipato.
Il 28 novembre del 2014 il parlamento ha votato 105-92 per rendere esecutiva una modifica costituzionale per consentire il matrimonio omosessuale; questo ha reso la Finlandia la 12ª nazione europea ad averlo legalizzato. 
Il disegno di legge è stato firmato dal presidente il 20 febbraio 2015. Il primo ministro Alexander Stubb ha dimostrato il proprio sostegno al progetto. La legge è nata da un'iniziativa dei cittadini e il Primo Ministro lo promuove come "un esempio primario del potere dei cittadini". In seguito a numerosi follow-up legislativi, la legge che ha permesso il matrimonio omosessuale il quale è entrato in vigore il 1º marzo del 2017.

## Adozione e pianificazione familiare
L'adozione del figlio del partner e l'adozione congiunta per le coppie dello stesso sesso è legale ed è entrata in vigore il 1º marzo del 2017. L'approvazione del parlamento finlandese di una legge sul matrimonio dello stesso sesso alla fine del 2014 comprendeva disposizioni che permettevano alle coppie omosessuali di poter adottare. 
Le coppie lesbiche hanno più diritti genitoriali rispetto alle coppie gay, dato che nel 2006 è stato legalizzato l'accesso paritario alla fecondazione in vitro (IVF) e alla fecondazione artificiale.
La maternità surrogata rimane illegale per tutte le coppie. I diritti di parentela per le coppie lesbiche sono complessi; nel 2016 un'iniziativa dei cittadini invitava il parlamento a modificare la legge in modo da consentire alle coppie omosessuali di avere il riconoscimento automatico di genitori nel campo del diritto. 
All'epoca, tali coppie dovevano intraprendere un'adozione intrafamigliare per essere riconosciuti come genitori di bambini che sono stati concepiti tramite trattamento di fertilità.
Nel febbraio 2018, il Parlamento ha approvato una legge che include le coppie lesbiche in tutti i diritti di congedo parentale e pieni diritti parentali. È stata firmata dal Presidente il 20 aprile 2018 ed è entrata in vigore il 1º aprile 2019.

## Protezione dalle discriminazioni
Discriminazioni basate sull'orientamento sessuale sono criminalizzate dal 1995 e sulla base dell'identità di genere dal 2005. L'Atto sull'Uguaglianza tra Donne e Uomini proibisce le discriminazioni sulla base del sesso e dell'identità di genere.
Nel 2014, il parlamento finlandese ha modificato la legge, garantendo maggiori protezioni in ambito lavorativo, nella fornitura di beni e servizi, nell'educazione e in ambito sanitario.
La sezione 8(1) della Legge sulla Discriminazione (Yhdenvertaisuuslaki in finlandese) prevede quanto segue:"Nessuno può essere discriminato sulla base di età, origine, nazionalità, lingua, religione, credo, opinione, attività politica, attività sindacale, relazioni famigliari, stato di salute, disabilità, orientamento sessuale o altre caratteristiche personali. Le discriminazioni sono vietate, a prescindere dal fatto che siano basate su fatti o assunzioni concernenti la persona o qualcun altro".
La polizia finlandese ha segnalato 73 attacchi violenti ed assalti contro le persone LGBT nel 2018, un aumento del 27% rispetto al 2017. Attacchi relativi all'orientamento sessuale erano l'unico tipo di motivo d'odio ad aumentare, mentre quelli relativi alla nazionalità, alla disabilità o alla religione in diminuzione. 
Nel 2019, l'Istituto sulla salute e il benessere ha affermato che figli e giovani LGBT vanno maggiormente incontro a bullismo, violenza fisica, psicologica e sessuale rispetto ai coetanei eterosessuali, e hanno maggiore possibilità di subire violenza a casa..

## Opinione pubblica
Il sostegno è cresciuto nel corso degli anni 2000. Un sondaggio dell'Unione europea del dicembre del 2006 ha portato il sostegno finlandese al matrimonio omosessuale al 45%, mentre un'indagine condotta da "Yleisradio" nel mese di agosto del 2010 ha posto il sostegno al 54%, con il 35% che si oppone. 
Nel gennaio del 2013 un sondaggio condotto da YouGov ha scoperto che il sostegno è salito al 57%, con il 32% contrario e il 12% incerto. Nello stesso sondaggio il sostegno per l'adozione da parte di coppie dello stesso sesso era del 51%, con il 36% di contrari e il 13% di incerti.
Una tavola rotonda sui diritti LGBT andata in onda su YLE2 il 12 ottobre 2010 è stata seguita da un abbandono senza precedenti della Chiesa evangelica luterana finlandese da parte di un gran numero di persone.
Nel 2014, migliaia di finlandesi hanno abbandonato la Chiesa, in seguito ad alcuni commenti di alcuni ufficiali ecclesiastici in supporto della legislazione sul matrimonio omosessuale. Nel giugno 2019, l'arcivescovo Tapio Luoma ha affermato che le coppie omosessuali sono benvenute in tutte le attività della chiesa.
Un sondaggio del "Taloustutkimus" del marzo 2013 ha scoperto che il 58% dei finlandesi ha sostenuto il matrimonio gay. 
Un sondaggio condotto nel marzo del 2014 da "Taloustutkimus Oy" ha scoperto che il 65% degli intervistati ha sostenuto il matrimonio dello stesso sesso, mentre il 27% si è opposto. 
Un sondaggio diverso nel marzo del 2014 ha scoperto che il 57% appoggia l'adozione dello stesso sesso, mentre il 36% si oppone.
L'Eurobarometro del 2015 ha scoperto che il 66% dei finlandesi ritiene che il matrimonio omosessuale dovrebbe essere permesso in tutta Europa, con il 28% di contrari.
Nello studio Finsex del 2015, il 29% dei finlandesi uomini ha risposto che l'omosessualità è "pervertita"; in discesa rispetto al 43% del 2002. 
Le percentuali del campione femminile erano, rispettivamente, 15% e 28%. Sempre nel 2015, circa il 40% delle giovani donne finlandesi ha affermato di avere attrazioni omosessuali, mentre per i giovani finlandesi era intorno al 20%.
L'Eurobarometro del 2019 ha mostrato come il 76% dei finlandesi pensi che il matrimonio omosessuale dovrebbe essere permesso in tutta Europa, mentre il 21% era contrario. Per l'80% gay, lesbiche e bisex dovrebbero godere degli stessi diritti delle persone eterosessuali, e il 79% riteneva che non c'è nulla di male nelle relazioni omosessuali.

## Condizioni di vita
La Finlandia è spesso considerato uno dei paesi più LGBT-friendly al mondo e l'accettazione pubblica delle persone LGBT e dei matrimoni omosessuali è alta. L'Indice di Felicità Gay (GHI), basato su un sondaggio di PlanetRomeo, ha classificato la Finlandia al 12º posto tra i paesi più felici per le persone LGBT.
Nel marzo 2019, la Finlandia è stata classificata la quarta migliore destinazione turistica LGBT-friendly al mondo.
Varie città finlandesi hanno organizzazioni che lottano per i diritti LGBT. L'organizzazione più grande è Seta, fondata nel 1974. Altre sono Trasek, per i diritti trans e intersex e Famiglie Arcobaleno (Sateenkaariperheet, Regnbågsfamiljer).. 
Questi gruppi si battono per la parità dei diritti per le coppie omosessuali e gli individui transgender facendo pressione sui politici, diffondendo informazioni e tramite l'organizzazione di attività sociali e di supporto. Offrono anche aiuto, guida e consulenza in relazione al coming out, alla salute, al sesso e alle relazioni.
Vi è una visibile scena gay nella capitale Helsinki, con vari bar, locali e caffetterie gay, oltre ad altri luoghi ed eventi. La prima dimostrazione pubblica gay in Finlandia si è tenuta nel 1981 a Helsinki sotto il nome Giorni della liberazione (Vapautuspäivät, Befrielsedagen).
Il gay pride si tiene in varie città finlandese, in particolare nella Capitale, ma anche a Oulu, Jyväskylä, Turku, Tampere, Rovaniemi, Lappeenranta, Loviisa, Pori, Riihimäki, Lahti, Kouvola e Kuusamo. Circa 100.000 persone hanno partecipato al gay pride di Helsinki del 2018, e l'anno successivo ha partecipato anche il Primo Ministro Antti Rinne.

### Politica

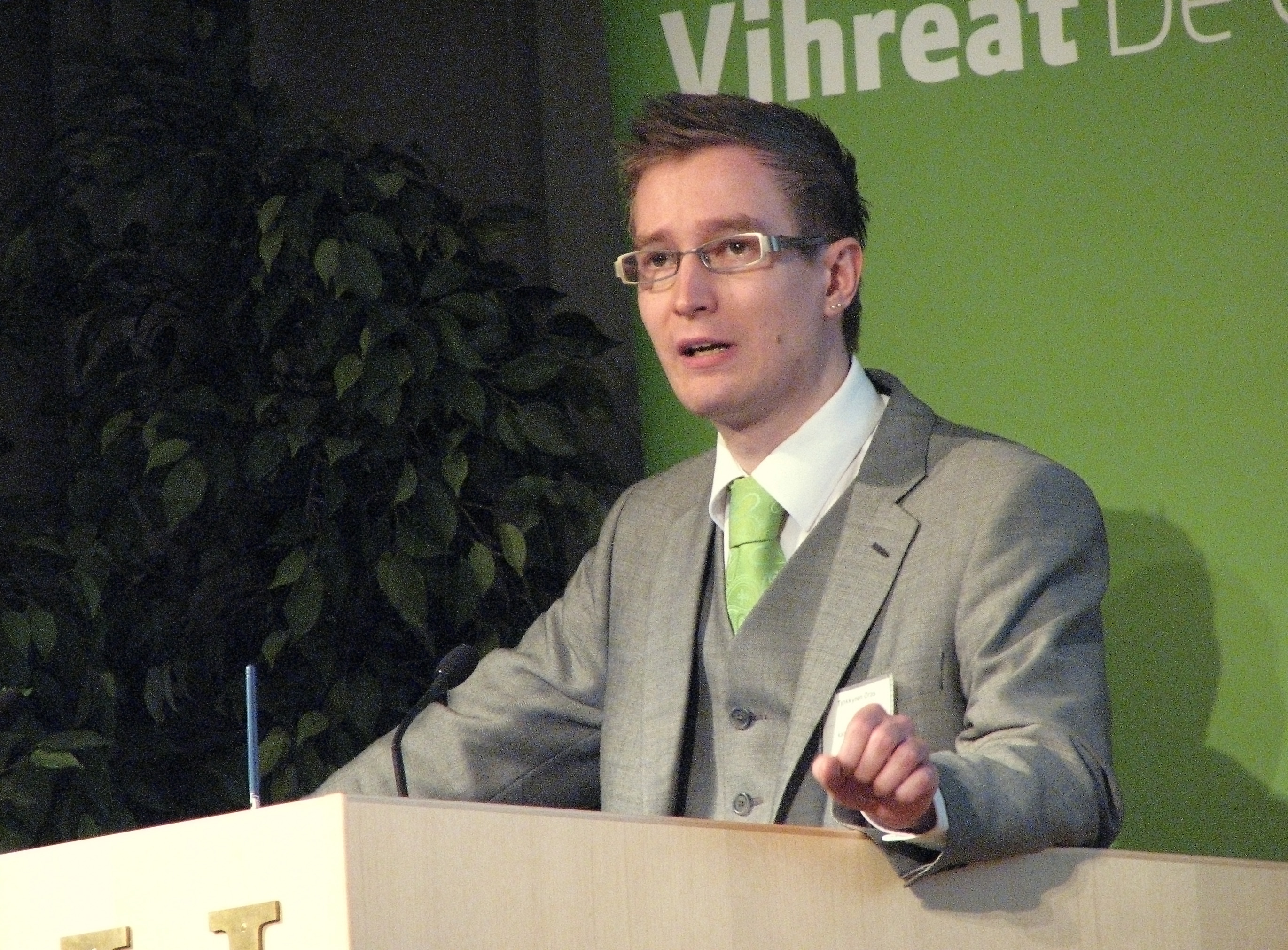
Oras Tynkkynen; politico omosessuale della Lega Verde.

Nel 2011, Pekka Haavisto, un membro del parlamento finlandese apertamente gay ed ex ministro dell'ambiente è stato nominato candidato per le elezioni presidenziali del 2012 dalla Lega Verde. 
Al primo turno è finito secondo con il 18,8% dei voti, ma nel seguente ballottaggio ha perso contro il candidato del Partito di Coalizione nazionale, l'ex ministro delle finanze Sauli Niinistö con il 37,4% dei voti.
Nel febbraio 2017, Haavisto ha annunciato che si sarebbe candidato nuovamente alle elezioni del 2018. Anche in questo caso si è classificato secondo.

## Nel cinema
- 2004: Producing Adults
- 2013: American Vagabond
- 2013: Kerron sinulle kaiken
- 2015: Eisenstein in Messico
- 2015: The Girl King
- 2017: Tom of Finland (film)
- 2017: A Moment in the Reeds

## Tabella riassuntiva
| Legalizzazione della sessualità gay e della sessualità lesbica                                                    | (Dal 1971)                                          |
| Uguale età del consenso (16)                                                                                      | (Dal 1999)                                          |
| Leggi anti-discriminazione nell'ambito dell'occupazione                                                           | (Dal 1999)                                          |
| Legislazione anti-discriminatoria nella fornitura di beni e servizi                                               | (Dal 1999)                                          |
| Leggi contro la discriminazione in tutte le altre aree (inclusa la discriminazione indiretta e i discorsi d'odio) | (Dal 1999)                                          |
| Leggi contro la discriminazione sulla base dell'identità di genere                                                | (Dal 2005)                                          |
| Riconoscimento delle unioni civili per le coppie omosessuali                                                      | (Dal 2002)                                          |
| Matrimonio tra persone dello stesso sesso                                                                         | (Dal 2017)                                          |
| Adozione del figlio del partner per le coppie omosessuali                                                         | (Dal 2009)                                          |
| Adozione da parte di coppie dello stesso sesso                                                                    | (Dal 2017)                                          |
| Possibilità di servire apertamente come LGBT nelle forze armate                                                   | Si                                                  |
| Diritto di cambiare legalmente il proprio genere di appartenenza                                                  | (Dal 2002, dal 2023 senza sterilizzazione)          |
| Accesso alla fecondazione in vitro per le coppie lesbiche                                                         | (Dal 2006)                                          |
| Genitorialità automatica per entrambi i coniugi dopo la nascita                                                   | (dal 2019)                                          |
| Divieto della terapia di conversione                                                                              | (in discussione)                                    |
| Maternità surrogata per le coppie gay                                                                             | (Illegale anche per le coppie eterosessuali)        |
| Possibilità di donazione del sangue da parte degli uomini che hanno rapporti sessuali con altri uomini            | / (Dal 2013, ma sono richiesti 4 mesi di astinenza) |